# Amphinomidae
Amphinomidae còn được gọi là giun lông hoặc chuột biển là một họ động vật biển thuộc Ngành Giun đốt, nhiều loài trong đó được biết đến nhiều nhất là giun lửa (Hermodice carunculata), có thể gây đau đớn lớn nếu phủ độc tố của chúng bị chạm hoặc giẫm lên và các loài trong chi Chloeia như Chloeia parva còn gọi là giun lửa hay giun lửa râu.

## Các chi
- Amphinome Bruguière, 1789
- Amphinomides
- Ankitokazoa Alessandrello & Bracchi, 2005 †
- Archinome Kudenov, 1991
- Asloegia
- Bathychloeia Horst, 1910
- Bathynotopygos
- Benthoscolex
- Blenda
- Branchamphinome Hartman, 1967
- Chloeia Lamarck, 1818
- Chloenea
- Chloenopsis Fauchald, 1977
- Chloochaeta
- Colonianella
- Cryptonome Borda, Kudenov, Bienhold & Rouse, 2012
- Didymobranchus
- Eucarunculata
- Eucarunculatus
- Eurythoe Kinberg, 1857
- Hermodice Kinberg, 1857
- Hipponoe Audouin & Milne-Edwards, 1830
- Lenora
- Linopherus Quatrefages, 1865
- Lirione
- Millepeda
- Notopygos Grube, 1850
- Parachloeia
- Paramphinome Sars, 1869
- Pareurythoe Gustafson, 1930
- Pherecardia Horst, 1886
- Pherecardites
- Rostraria
- Sangiria
- Strategis
- Thesmia
- Thetisella
- Zothea